# Mr. Scruff

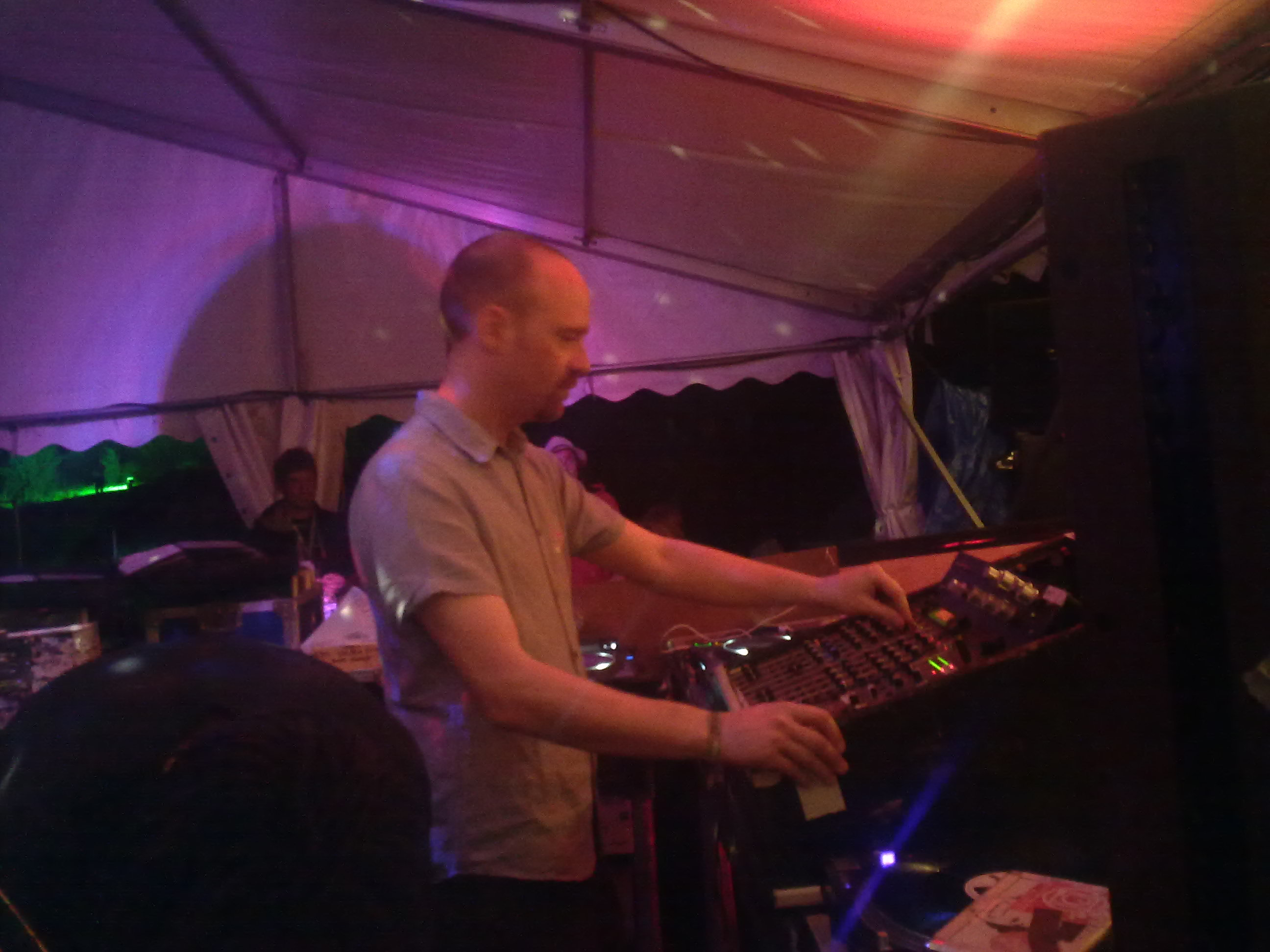
Mr. Scruff (2010)

Mr. Scruff (* 10. Februar 1972 in Macclesfield, Cheshire, England, bürgerlich: Andrew Michael Carthy) ist ein britischer DJ, Musiker und Teehändler. Carthy studierte Kunstverlagswesen am Sheffield College of Art. Seit 1994 ist er als DJ aktiv, zuerst in und um Manchester, später in ganz Großbritannien.
Sein Künstlername leitet sich einerseits von seinem ungepflegt wirkenden Bart, andererseits von seinem Zeichenstil, der zu seinem Markenzeichen wurde, ab.

## Karriere
Mr. Scruffs Debüt Hocus Pocus wurde auf dem kleinen Manchester Label Robs Records veröffentlicht. Es folgten weitere Singles und das Debütalbum Mr.Scruff, das auf Pleasure Records erschien.
Nach einer kurzen Zusammenarbeit mit Mark Rae wechselte er zum größeren Ninja-Tune-Label, worauf bald die Alben Keep It Unreal und Trouser Jazz erschienen.
In seinem erfolgreichsten Stück Get a Move on verwendet er Samples aus Bird's Lament (In Memory of Charlie Parker) von Moondog. Das Lied wurde in mehreren Werbespots verwendet, wie Volvo oder France Telecom. Der Song verwendet außerdem Teile von Shifty Henrys Hyping Woman Blues.
Jedes seiner Alben enthält Stücke, die von Fischen, Walen und anderen Meeresbewohnern handeln, die mit Aufnahmen von Kindergeschichten und Begleitkommentaren von Naturdokumentationen vermischt wurden, um eine surreale und alberne Atmosphäre zu schaffen. Das Artwork seiner Alben sowie die Gestaltung seiner Musikvideos sind bekannt für ihren Comic-haften und skurrilen Touch; Scruff zeichnet seine Cartoons selbst und nennt seinen Stil „Potato Style“. Neben der Gestaltung seiner eigenen Projekte hat er auch schon Cartoons für Musikmagazine wie das Jockey Slut gezeichnet.
2004 veröffentlichte Mr. Scruff Keep It Solid Steel Volume 1, das erste Werk einer Reihe von Kompilationen verschiedener DJs des Labels Ninja Tune mit dem Namen Solid Steel. Im November 2006 bestätigte Ninja Tune, dass Solid Steel Volume 8 von J Rocc aufgenommen wird. Teil neun wird zum zweiten Mal von Mr. Scruff sein. Andere Solid Steel-Mixes wurden von anderen Ninja-Tune-Künstlern veröffentlicht, wie The Herbaliser, Hexstatic, DJ Food und Amon Tobin.
Ferner gehen eine Reihe von Remixes auf sein Konto und er hat außerdem Stücke für andere Künstler produziert – vor allem Echo of Quiet and Green von Niko für ihr Album Life on Earth, das 2004 erschienen ist. Niko revanchierte sich durch eine Zusammenarbeit in dem Stück Come Alive vom Album Trouser Jazz.
Der Track Kalimba aus dem Album Ninja Tuna wird als Beispielmusik von Windows 7 mitgeliefert.
Im Jahr 2000 begann er im Manchester Club, wo er Resident war, Tee zu verkaufen. Als dies sehr gut lief, entschied sich Carthy, unter dem Namen Make us a brew seine eigene Teemarke zu etablieren.

## Diskografie

### Studioalben
- 1997: Mr. Scruff (Album) (Pleasure Music)
- 1999: Keep It Unreal (Ninja Tune, UK: Gold)[3]
- 2002: Trouser Jazz (Ninja Tune, UK: Silber)
- 2005: Mrs. Cruff
- 2008: Ninja Tuna
- 2014: Friendly Bacteria

### Mixes und Kompilationen
- 2002: Heavyweight Rib Ticklers (DJ Mixalbum, Unfold Recordings)
- 2004: Keep It Solid Steel Volume 1 (DJ Mixalbum, Ninja Tune)
- 2006: Big Chill Classics (Kompilation, Resist Music)
- 2008: Southport Weekender Volume 7 (DJ Mixalbum – Disc 2 mixed by Mr. Scruff, Concept Records)

### Singles
- 1995: Hocus Pocus (Robs Records)
- 1995: The Frolic EP Part 1 (Pleasure Music)
- 1996: The Frolic EP Part 2 (Pleasure Music)
- 1996: Limbic Funk (Pleasure Music)
- 1997: Large Pies EP (Cup of Tea Records)
- 1997: Is it Worth it? (Grand Central Records)
- 1997: Pigeon (Echo Drop)
- 1998: Chipmunk / Fish / Happy Band (Ninja Tune)
- 1999: Get a Move on (Ninja Tune)
- 1999: Honeydew (Ninja Tune)
- 2001: Get a Move on / Ug (Ninja Tune)
- 2002: Beyond / Champion Nibble (Ninja Tune)
- 2002: Shrimp! (Ninja Tune)
- 2002: Sweetsmoke (Ninja Tune)
- 2003: Sweetsmoke Remixes (Ninja Tune)
- 2003: Giffin (Ninja Tune)
- 2005: Chicken in a Box / Spandex Man (Ltd. Edition, Ninja Tune)
- 2008: Donkey Ride / Giant Pickle (Ninja Tuna 01) (Ninja Tune)
- 2008: Kalimba / Give Up To Get (Ninja Tuna 02) (Ninja Tune)
- 2008: Music Takes Me Up (Ninja Tuna 03) (Ninja Tune)[4]

### Zusammenarbeiten
Mr. Scruff mit...
- DJ Spooky – Murderah Style erschien auf der Kompilation Tribal Gathering 96 (Universe, 1996)
- Mark Rae – How Sweet It Is und Gotta Have Her erschienen beide auf der Kompilation Central Heating (Grand Central Records, 25. November 1996)
- Tony D – Flavour feat. Mark Rae, Mark 1 und Mr. Scruff, vom Album Pound For Pound (Grand Central Records, 15. September 1997)
- Mark Rae – The Squirrel erschien auf der Kompilation Central Heating 2 (Grand Central Records, 17. April 2000)
- Peter Nice Trio vs. Mr. Scruff – Harp Of Gold von der Kompilation Out Patients (Hospital Records, 30. Mai 2000)
- Fingathing – Just Practice vom Album The Main Event (Grand Central Records, 20. November 2000)
- Quantic – It’s Dancing Time von der Kompilation Shapes One (Tru Thoughts, 2003)
- Quantic – Giraffe Walk vom Album One Off’s Remixes and B Sides (Tru Thoughts, 6. Februar 2006)
- Swell Sessions – No No vom Album Swell Communications (2007)
- Quantic – Donkey Ride (Ninja Tune, 12. Mai 2008)
- Roots Manuva – Nice up the function (Ninja Tune, Februar 2009)
- Kirsty Almeida – Pickled spider (Ninja Tune, April 2011)